# Boa
Boa là một chi trăn thuộc phân họ Boinae, họ Trăn Nam Mỹ (Boidae), được tìm thấy ở Mexico, Trung Mỹl và Nam Mỹ.